# Anselm Jappe

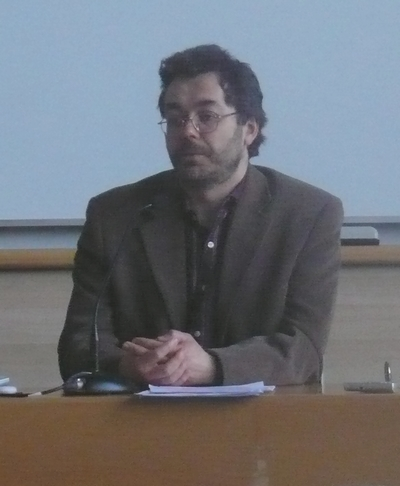
Anselm Jappe (2010)

Anselm Jappe (* 1962 in Bonn) ist ein deutscher Philosoph.
Aufgewachsen in Deutschland, studierte Jappe Philosophie in Rom bei Mario Perniola. Er wurde an der Pariser École des hautes études en sciences sociales promoviert. Jappe ist Professor an der Accademia di Belle Arti di Roma. Zu seinen Arbeitsschwerpunkten gehört insbesondere die Ästhetik. Er veröffentlichte mehrere Bücher in italienischer und französischer Sprache, darunter über Guy Debord, und schrieb für die Zeitschriften Krisis und Exit!. Sein Schriften werden international übersetzt.
Jappes 2023 veröffentlichtes Buch über Beton als Massenkonstruktionswaffe des Kapitalismus erhielt im deutschsprachigen Raum breitere Aufmerksamkeit, mit ganz gegensätzlichen Beurteilungen.

## Schriften (Auswahl)
- Beton. Massenkonstruktionswaffe des Kapitalismus. Mandelbaum Verlag, Wien 2023, ISBN 978-3-99136-003-2.
- Die Abenteuer der Ware. Für eine neue Wertkritik. Unrast, Münster 2005, ISBN 978-3-89771-433-5.
  - englische Übersetzung: The Adventures of the Commodity. For a Critique of Value. Bloomsbury 2023, ISBN 978-1-350-38119-3.
- als Herausgeber und Übersetzer: Schade um Italien! Zweihundert Jahre Selbstkritik. Eichborn, Frankfurt am Main 1997, ISBN 978-3-8218-4149-6.